# Appetite for Destruction
„Appetite for Destruction“ (букв. Апетит за разрушение) е първият албум (ако не броим плочата Live ?!*@ Like a Suicide [Живот ?!*@ Като самоубийство]) на американската хардрок група Гънс Ен' Роузис, издаден на 21 юли 1987 година. Албумът е продуциран от Майк Клинк, работил преди това с „Харт“, Ози Озбърн и „Сървайвър“. Албумът съдържа дванадесет песни, като три от тях влизат в челната десетка на Billboard Top 100. Сингълът Sweet Child O`Mine (Сладко мое дете) е и първият им №1 хит в САЩ. Година по-късно Appetite for Destruction оглавява Billboard Top 200, превръщайки се в най-продавания дебютен албум в музикалната история с тираж от 15 млн. копия само в САЩ.